# Chloris divaricata
Chloris divaricata,  es una especie gramínea perennifolio de las Poaceae nativa del norte de África y sur de Europa.

## Descripción
Es una sp. erecta, delgada, mayormente glabra, perenne, de 3-5 dm de alto, agrupadas en talluelos cortamente estolonífero; culmos simples o en ramas, solo en la parte baja, 3 o más noduladosed. 
Hojas con superficie glabra; lígula cortamente ciliada; lámina de 3-15 cm x 1,5–4 mm 
Inflorescencia racimosa; fruto cariopse con pericarpio adherente; elipsoide; dorsalmente comprimido; trígono; 2,2 mm de largo.

## Taxonomía
El género fue descrito por Robert Brown y publicado en Prodromus Florae Novae Hollandiae 186. 1810.
Etimología
Chloris: nombre genérico que deriva del griego chloros (verde), refiriéndose a las hojas; Como alternativa, el nombre de Chloris (La verde), en la mitología griega es la diosa de las flores.
divaricata: epíteto latíno que significa "esparcida".
Sinonimia
- Chloris cynodontoides Balansa
- Chloris divaricata var. cynodontoides (Balansa) Lazarides
- Chloris divaricata var. divaricata[4][5]